# Acherontides spinus
Acherontides spinus är en urinsektsart som först beskrevs av Christiansen och Paul Reddell 1986.  Acherontides spinus ingår i släktet Acherontides och familjen Hypogastruridae. Inga underarter finns listade i Catalogue of Life.